# 电影新青年
《电影新青年》原名“校花与学神”，是中國CCTV-6自创的一档真人實境秀电影益智类栏目，於2015年4月12日（每周日）晚上20:15分起正式播出》，该节目第一期播出时名为《校花与学神》，为了能让观众最直接地明确节目宗旨、全面了解节目的形式和定位，制作方电影频道第二期将该节目正式更名为《电影新青年》；该节目邀请国内各大高校学艺术的校花和各大重点高校理工学霸参与，“超高颜值”和“超高智商”引起各大媒体、观众的关注和热议。

## 节目简介
- 首播时间：2015年4月12日起每周日20:15，中央电视台电影频道首播
- 节目主持：刘仪伟
- 录制地点：海南省三亚市三亚湾红树林度假世界
北京市昌平区小汤山镇九华山庄度假村
- 明星教师
  - 中文老师——夏雨，知名演员
  - 体育老师——杨威，奥运冠军
  - 美术老师——萧蔷，台湾女神
  - 数学老师——刘恺威，香港男神
  - 音乐老师——尚雯婕，国民偶像
  - 武术老师——张一山，人气偶像

## 节目特色
- 真人秀：校花与学神搭档闯关游戏关卡，层层晋级
- 综艺问答：各种天文地理常识机智抢答
- 娱乐游戏：现场互动娱乐，机智游戏
- 电影素材：现场教学，情景表演
- 学院制度：班级制度，各任课老师代表选出优秀校花和学神参加中美合拍电影《极品飞车2》拍摄

## 校花与学神
| 搭档组 | 校花及其学校                | 学神及其学校               |
| ------ | --------------------------- | -------------------------- |
| 1      | 许晓诺（武汉音乐学院）      | 赵治（清华大学）           |
| 2      | 严米拉（北京电影学院）      | 陈建汉（中山大学）         |
| 3      | 厉蔺菲（中国传媒大学）      | 王欣（北京大学）           |
| 4      | 王靖雯（上海戏剧学院）      | 李旸（北京外国语大学）     |
| 5      | 陈梦秦（中央戏剧学院）      | 肖俊伦（北京航空航天大学） |
| 6      | 张熠（上海视觉艺术学院）    | 段超（同济大学）           |
| 7      | 苏娜（中国戏曲学院）        | 曹磊（中国人民大学）       |
| 8      | 涂冰（浙江传媒学院）        | 陈鸿志（日本东京大学）     |
| 9      | 严令令（重庆大学）          | 王梦琦（中国科学院）       |
| 10     | 杨一方（贵州大学）          | 陈鹏（华中科技大学）       |
| 11     | 马雨彤（四川传媒学院）      | 李齐贤（武汉大学）         |
| 12     | 曲俊致（中国音乐学院）      | 杨兆铭（中国石油大学）     |
| 13     | 吴君旖（北京舞蹈学院）      | 马骁（北京理工大学）       |
| 14     | 米热阿依·麦麦提（新疆大学） | 蒲熠星（南京大学）         |
| 15     | 张艺潇（四川师范大学）      | 卢松（对外经济贸易大学）   |
| 16     | 陈淑君（中国美术学院）      | 张恺（大连外国语大学）     |

## 节目信息
| 集数 | 首播时间      | 主要内容                                                                | 备注 |
| ---- | ------------- | ----------------------------------------------------------------------- | ---- |
| 1    | 2015年4月12日 | 校花学神大集结，涂冰首轮意外受伤 夏雨开讲第一课，翻版赵薇马雨彤备受关注 | ；   |
| 2    | 2015年4月19日 | 北外校草遭队友指责拍桌子发飙，淘汰晚宴失态 杨威授课，称老婆才是唯一女神 | ；   |

## 同时段节目
1. 浙江衛視《天生我有才》
2. 江蘇衛視《为她而战》/《我们相爱吧》
3. 湖南衛視《变形计》
4. 東方衛視《花样姐姐》
5. CCTV-3《叮咯咙咚呛》